# Ustavna kriza
Ustavna kriza je najčešće sukob izazvan političkim nesuglasicama između ustavotvornih organa oko nadležnosti ili djelovanja koji nisu u dovoljnoj mjeri razrađeni ustavom. Razlikuje se od ustanka u kojem grupe, koje nisu predviđene ustavom, u pitanje dovode legitimitet države. Ustavna kriza može, radi privremene ograničenosti sposobnosti provođenja izvršne vlasti, dovesti do građanskog rata. 
Ustavne krize su tijekom povijesti imale često manje ili više dramatični rasplet:
- Ustavna kriza u EU: Prema Ustavu EU, njen parlament može određena tijela samo u kompletnom predloženom sastavu prihvatiti ili odbiti. Kad je jedno tijelo Parlamenta odbilo prihvatiti talijanski prijedlog da njihov predstavnik, političar Rocco Buttiglione, bude komesar EU-ove zakonodavne komisije, došlo je do krize koju su uspjeli riješiti samo uz puno napora i dobre volje.

- Ustavne krize u SADu:

1. Odvajanje Južnih država SAD-a i formiranje zasebne države dovelo je do Američkog građanskog rata (nazvan još i Secesijski rat) u razdoblju od 1861. do 1865. To je bio najkrvaviji od svih ratova SAD-a.
2. Afera Watergate je trajala 1972. – 74. i dovela do odstupanja tadašnjeg Predsjednika Richarda Nixona.
3. Afera Lewinsky je 1998. dovela do pokretanja postupka opoziva Predsjednika Billa Clintona da bi ga na kraju 1999. Senat oslobodio.

- Ustavna kriza u Rusiji:
- Ustavna kriza je u Rusiji izbila 21. rujna 1993. kada je tadašnji Predsjednik Boris Jeljcin raspustio Parlament kako bi proveo neophodne ali omražene reforme za uvođenje tržišnog gospodarstva. Prijetilo je izbijanje narodnog ustanka koji je uz podršku vojske, nakon 10 dana spriječen. U nastavku je održan referendum kojim je odobreno značajno povećanje ovlaštenja predsjednika.